# Gemenea

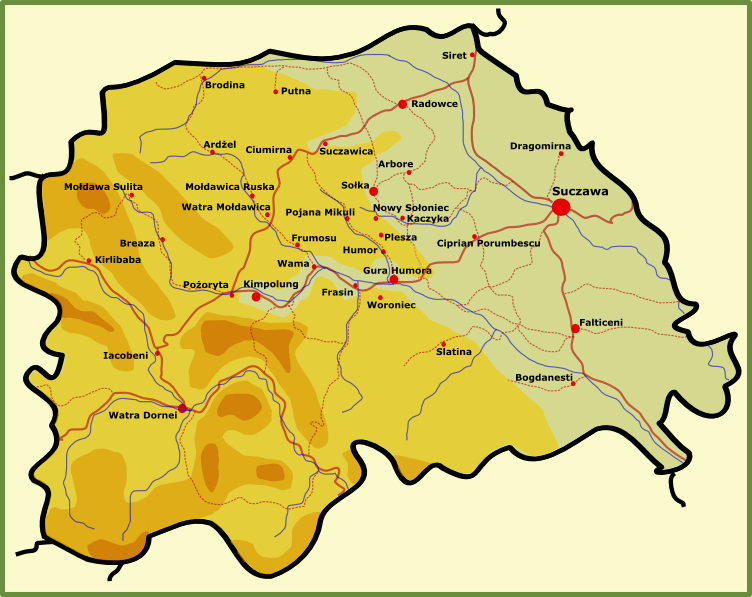
Bukowina południowa

Gemenea – wieś w Rumunii, w okręgu Suczawa, w gminie Stulpicani. W 2011 roku liczyła 843 mieszkańców. 
Jest położona nad potokiem o tej samej nazwie. Dziś miejscowość jest zamieszkiwana prawie wyłącznie Rumunów. Przed II wojną światową wieś była zdominowana przez Niemców. Mieszkali tu również nieliczni Polacy, lecz ostatni z nich zmarli kilkanaście lat temu. W okresie międzywojennym mieszkały tu także rodziny huculskie, obecnie jednak w pełni zrumunizowane. Mieszkańcy są prawosławnymi, we wsi jest cerkiew. Obecnie  remontowany jest dom kultury.